# Nymphula aetalis
Nymphula aetalis là một loài bướm đêm trong họ Crambidae.